# Günter Reichert (Politikwissenschaftler)
Günter Reichert (* 21. Februar 1941 in Mährisch Ostrau) ist ein deutscher Historiker, Politologe und Vertriebenenfunktionär. Er war von 1992 bis 2000 Präsident der Bundeszentrale für politische Bildung (bpb).

## Leben
1946 wurde seine Familie aus Mährisch Ostrau vertrieben. Reichert studierte Politikwissenschaften, Geschichte und Völkerrecht an der Julius-Maximilians-Universität Würzburg, der Freien Universität Berlin und der Rheinischen Friedrich-Wilhelms-Universität Bonn. 1971 wurde er bei Karl Dietrich Bracher an der Philosophischen Fakultät der Universität Bonn mit der Dissertation Das Scheitern der Kleinen Entente. Internationale Beziehungen im Donauraum von 1933 bis 1938 zum Dr. phil. promoviert.
Während des Studiums wurde er Mitglied der Deutschen Gildenschaft (DG). Er war Bundesvorsitzender des Arbeitskreises Sudetendeutscher Studenten (ASST) und engagierte sich in der Sudetendeutschen Jugend als Jugendführer in Kulmbach.
Von 1970 bis 1973 war Reichert Referent für Presse- und Öffentlichkeitsarbeit der Bundeszentrale für politische Bildung (bpb). Von 1973 bis 1992 war er – selbst CDU-Mitglied – wissenschaftlicher Referent der CDU/CSU-Bundestagsfraktion und von 1982 bis 1990 als Büroleiter des Fraktionsvorsitzenden Alfred Dregger in Bonn. Von 1992 bis 2000 war er Präsident der Bundeszentrale für politische Bildung.
Beim Besuch des israelischen Präsidenten Ezer Weizmann im Jahr 1996 gratulierte Günter Reichert dem Präsidenten des Zentralrats der Juden in Deutschland, Ignatz Bubis, zur Rede „seines“ Staatsoberhauptes. Bubis antwortete: „Oh, Präsident Herzog hält immer gute Reden“, aber Reichert beharrte darauf, Bubis zum Ausländer zu machen – „Ich meine Ihren Präsidenten, Herrn Weizman.“ Dies erwähnte Bubis unter anderem später in einer Rede auf einer Versammlung des Allianz-Konzerns in Frankfurt/Main.
Von 2000 bis 2003 war er Leiter der Projektgruppe Verwaltungshilfe Mittel- und Osteuropäische Staaten im Bundesministerium des Innern in Berlin.
Reichert war ab 1963 Mitglied der Bundesversammlung der Sudetendeutschen Landsmannschaft und des Sudetendeutschen Rates (SR) sowie von 1984 bis 1992 Präsidiumsmitglied des Bundes der Vertriebenen (bdv). 2002 wurde er Landesvorsitzender der Sudetendeutschen Landsmannschaft in NRW. Außerdem gehörte er dem Vorstand der Sudetendeutschen Stiftung an und war ab 2002 Vorsitzender der Akademie Mitteleuropa. Seit 2009 ist er Vorsitzender der Stiftung Sudetendeutsches Sozial- und Bildungswerk.
Reichert ist römisch-katholischer Konfession, verheiratet und Vater von zwei Kindern.

## Auszeichnungen
- 1984: Rudolf-Lodgman-Plakette der Sudetendeutschen Landsmannschaft
- 1987: Bundesverdienstkreuz am Bande
- 2008: Bundesverdienstkreuz 1. Klasse
- Ehrenbrief der Sudetendeutschen Landsmannschaft

## Schriften (Auswahl)
- Das Scheitern der Kleinen Entente. Internationale Beziehungen im Donauraum von 1933 bis 1938 (= Veröffentlichung des Sudetendeutschen Archivs in München. 6). Fides-Verlagsgesellschaft, München 1971.
- (Zsgest.): Alfred Dregger: Freiheit in unserer Zeit. Reden und Aufsätze. Herbig, München u. a. 1980, ISBN 3-7866-1098-0.
- mit Marion Frantzioch, Odo Ratza (Hrsg.): 40 Jahre Arbeit für Deutschland – die Vertriebenen und Flüchtlinge. Ausstellungskatalog. Ullstein, Frankfurt am Main u. a. 1989, ISBN 3-550-07224-4.
- mit Dieter Weirich, Werner Wolf (Hrsg.): Alfred Dregger. Streiter für Deutschland. Ullstein, Frankfurt am Main 1991, ISBN 3-550-07413-1.